# Bosanska Krajina

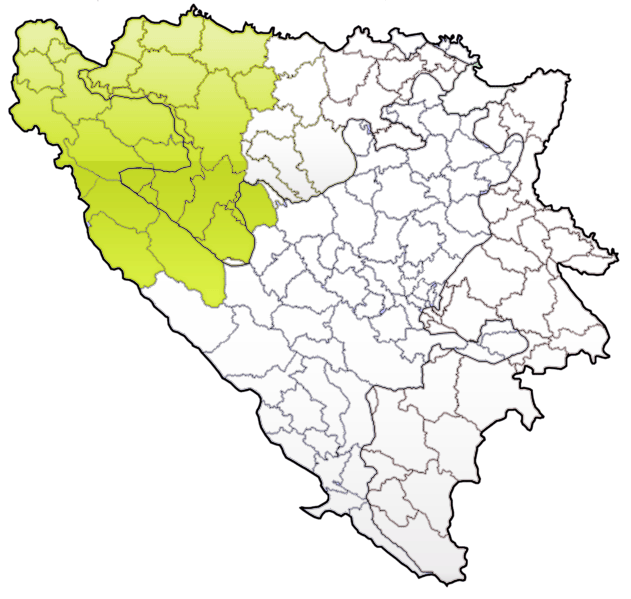
Mappa della Bosnia ed Erzegovina con in verde i confini approssimativi della Bosanska Krajina

La Bosanska Krajina (in cirillico Босанска крајина; in italiano desueto Craina bosniaca) è una regione storico-geografica nell'ovest della Bosnia ed Erzegovina delimitata da tre fiumi, la Sava, l'Una e il Vrbas.
La città più grande e suo capoluogo è Banja Luka. La regione è stata conosciuta fino al XVIII secolo come Croazia turca. Altre città sono Laktaši, Čelinac, Kneževo, Kotor Varoš, Bosanska Gradiška, Kozarska Dubica, Novi Grad, Prijedor, Sanski Most, Bosanski Petrovac, Ključ, Šipovo, Mrkonjić Grad, Drvar, Glamoč, Bosansko Grahovo, Jajce, Bihać, Bosanska Krupa, Cazin, Bužim e Velika Kladuša.
La Bosanska Krajina non ha confini politico-amministrativi o rappresentanza in alcun organo della Bosnia ed Erzegovina ed è divisa tra le due entità del Paese, la Repubblica Serba di Bosnia ed Erzegovina (Republika Srpska) e la Federazione di Bosnia ed Erzegovina (Federacija).